# Paršežerio - Lūksto pelkių kompleksas
Paršežerio - Lūksto pelkių kompleksas este o arie protejată (sit de importanță comunitară — SCI) din Lituania întinsă pe o suprafață de 2.867 ha, integral pe uscat.

## Localizare
Centrul sitului Paršežerio - Lūksto pelkių kompleksas este situat la coordonatele 55°41′10″N 22°18′55″E / 55.6861°N 22.3153°E.

## Înființare
Situl Paršežerio - Lūksto pelkių kompleksas a fost declarat sit de importanță comunitară în mai 2005 pentru a proteja 2 specii de plante și 4 specii de animale.

## Biodiversitate
Situată în ecoregiunea boreală, aria protejată conține 10 habitate naturale: Formațiuni ierboase bogate în specii de Nardus, dezvoltate pe substraturi silicioase în zone montane (și în zone submontane, în Europa continentală), Pajiști cu Molinia pe soluri calcaroase, turboase sau argilos-nămoloase (Molinion caeruleae), Liziere de ierburi înalte hidrofile de câmpie și de nivel montan până la alpin, Fânețe de joasă altitudine (Alopecurus pratensis, Sanguisorba officinalis), Mlaștini oligotrofe degradate, capabile încă de regenerare naturală, Mlaștini turboase de tranziție și turbării mișcătoare, Mlaștini alcaline, Păduri caducifoliate de mlaștină fino-scandinave, Mlaștini împădurite, Păduri aluvionare cu Alnus glutinosa și Fraxinus excelsior (Alno-Padion, Alnion incanae, Salicion albae).
La baza desemnării sitului se află mai multe specii protejate:
- plante (2): o specie rară de mușchi (Drepanocladus vernicosus), moșișoare (Liparis loeselii)
- nevertebrate (3): fluturele auriu (Euphydryas aurinia), Graphoderus bilineatus, Vertigo angustior
- pești (1): zvârluga (Cobitis taenia)

Pe lângă speciile protejate, pe teritoriul sitului au mai fost identificate 13 specii de păsări.